# بحيرة ماراتانزا
بحيرة ماراتانزا، هي أعلى بحيرة في  قمة جبل شاوانغك في نيويورك على ارتفاع يبلغ 2245 قدم (684 م) فوق مستوى سطح البحر؛ فهي ضمن «منطقة سام المحمية».
البحيرة محاطة بسد، وتوفر مياه الشرب لإلينفيل، بولاية نيويورك، ومنفذ بروك يُصرف إلى الجانب الآخر من سلسلة التلال إلى «فيركيردر كيل»، أحد روافد «شاوانجونك كيل» بإمتداد نهر ووليكل.